# Gerhard Hartmann (Politiker)
Gerhard Hartmann (* 19. März 1950 in Würzburg) ist ein deutscher Politiker (SPD).

## Leben
Gerhard Hartmann besuchte die Volksschule Reichenberg und die Gewerbliche Berufsschule Würzburg. Über den 2. Bildungsweg wurde er staatlich geprüfter Bautechniker. Er arbeitete im Bereich Planung und Bauleitung im Tiefbau, danach in Vertrieb und Betreuung der Bausoftware sowie beim Vertrieb für Bauhilfsstoffe bei der Henkel KGaA und im Vertrieb für Bindemittel bei Heidelberger Zement AG. Im Jahr 1974 war Hartmann Mitbegründer des Jugendzentrums Reichenberg.

## Politik
1972 trat Hartmann in die SPD ein. Er war Fraktionsvorsitzender im Marktgemeinderat von Reichenberg und dort von 1984 bis 1996 2. Bürgermeister. Von 1998 bis 2003 saß Hartmann im Bayerischen Landtag.